# 鈴木亜由子
鈴木 亜由子（すずき あゆこ、1991年10月8日 - ）は、日本の陸上競技選手。専門は長距離走・マラソン。2016年リオデジャネイロオリンピック・2015年世界陸上競技選手権大会女子5000m日本代表。2021年開催の東京五輪・女子マラソン代表。

## 経歴

### 学生時代まで
愛知県豊橋市出身。豊橋市立八町小学校時代に豊橋陸上クラブに入り陸上競技を始めた。進学した豊橋市立豊城中学校には陸上競技部がなかったため、小学生の時にミニバスケットボールもやっていたことなどからバスケットボール部に入部した。中学校では東京オリンピックのバスケットボール女子日本代表で銀メダリストである高田真希の2学年後輩にあたり、一緒に練習していた経験を持つ。中学2年次には第32回全日本中学校陸上競技選手権大会（2005年、岐阜県長良川陸上競技場）にて、女子800mと1500mを制覇し、翌年の中学3年次での第33回全日本中学校陸上競技選手権大会（2006年、香川県丸亀競技場）でも1500mを制覇している。また、皇后盃全国都道府県対抗女子駅伝競走大会では中学生選手として2006年、2007年と3区を走り区間賞を獲得している。
中学校卒業後、東三河のトップ進学校として知られる愛知県立時習館高等学校に進学。ここで陸上競技部に入部して本格的に陸上に取り組むようになるが、2度足の甲の疲労骨折を発症して手術を受けた。故障の影響もあり高校時代は目立った成績を残すことは出来なかったが、高校3年次の平成21年度全国高等学校総合体育大会（2009年、奈良県）の陸上女子3000mで8位入賞を果たし、「家族や先生が私を支えてくれた」と、このレースを印象深いものとして語っている。
2010年、名古屋大学経済学部に進学。名古屋大学を進学先に選んだ理由の一つは「男子選手と一緒に練習出来る環境があったから」だという。大学では1年次に2010年世界ジュニア陸上競技選手権大会に日本代表として出場し女子5000mで5位入賞、大学2年・3年と日本学生陸上競技対校選手権大会（インカレ）女子5000mを連覇するなど実力を発揮するようになる。
名古屋大学経済学部ではイギリス経済史が専門の金井雄一教授のゼミで学んだ。2013年、大学4年次に第27回夏季ユニバーシアード（ロシア・カザン）日本代表に選出され、本番では女子10000mで金メダル、5000mで銀メダルを獲得した。

### 日本郵政グループ時代
2014年、大学卒業と同時に日本郵便に入社し、同年に結成された日本郵政グループ女子陸上部に第1期選手として参加した。
社会人2年目の2015年、第99回日本陸上競技選手権大会（新潟スタジアム）女子5000mで3位に入り、第15回世界陸上競技選手権大会（中華人民共和国・北京市）日本代表に選出された。世界陸上本番では8月27日の予選2組で15分28秒18で6位となり決勝に進出し、8月30日の決勝レースでは1000〜2000までは、尾西美咲と先頭を引っ張り、3000以降も上位を維持。15分08秒29の自己ベストタイム（日本歴代5位）の記録で9位となった。
2015年9月に行われた第63回全日本実業団対抗陸上競技選手権大会女子10000mでは、31分48秒18で初優勝し、2016年リオデジャネイロオリンピックの参加標準記録32分15秒00を突破。
2016年1月に行われた皇后盃全国都道府県対抗女子駅伝競走大会で9区アンカーを務めた。たすきを受けた時点では4位で、1位との差が1分37秒差であったが、これを逆転して愛知県代表で初優勝となった（区間賞は日本郵政で同僚の関根花観）。5月に行われたペイトン・ジョーダン招待陸上2016の女子10000mでは31分18秒16（日本歴代8位）を記録し、日本陸連が定めた同オリンピックの派遣設定記録31分23秒17も破った。6月に行われた第100回日本陸上競技選手権大会（パロマ瑞穂スタジアム）女子10000mでは、同僚の関根花観とともに積極的に集団を引っ張り、最後は関根を突き放して31分18秒73で初優勝した。また女子5000mでも先頭を引っ張る動きを見せたが、最後200mで尾西美咲にかわされ、15分24秒47で2位に入った。この結果をもって、リオデジャネイロオリンピック女子10000m及び5000mの日本代表選手に選出された。
ただし、2016年8月12日に開催されたリオデジャネイロ五輪・女子10000mは、左足の違和感から欠場した。4日後の8月16日、リオ五輪・女子5000mの予選2組に登場し、そのレースでは号砲直後から自ら積極的に先頭集団の前方で走行。だが、途中で他選手のスパイクが鈴木の脛に当たって流血するアクシデントもあってか、4000m過ぎで集団から脱落。結局15分41秒82の同組12着に終わり、5000m決勝進出は成らなかった。
11月27日に行われた全日本実業団女子駅伝では2区を走り、チームの初優勝に貢献した。
2018年8月26日の北海道マラソン・女子の部にて生涯初となるフルマラソンに挑戦。レースは後半勝負と決めて待機策を取り、32km過ぎで先行していた谷本観月（天満屋）を抜き去ってからは独走となり、最終的には2時間28分32秒で1位入着し、初マラソン初優勝を飾ると共に2020年東京オリンピック代表選考レースとなるマラソングランドチャンピオンシップ（MGC）出場権を獲得した。
2019年2月3日の香川丸亀国際ハーフマラソンではハーフマラソンに初挑戦にして日本歴代3位の1時間07分55秒でゴール。優勝したベッツィ・サイナ（ケニア）とマッチレースを展開。20キロ過ぎで離され2位だったが日本女子にとって13年ぶりの7分台を記録した。
2019年9月15日に開催される、マラソングランドチャンピオンシップ（MGC）数日前の下馬評では、鈴木が本命視されていた。そのMGC本番では、号砲直後に一人飛び出した一山麻緒（ワコール）へ鈴木を含めた有力選手達がついていき、気温25度と暑さの中ハイペースな展開となる。18Kmを過ぎると優勝争いは鈴木と前田穂南（天満屋）の2人に絞られたが、20Km付近で鈴木は前田についていけなくなり、それ以降の鈴木は2位の単独走に。レース後半に入っても先頭の前田とは差が広がる一方で、さらに終盤の40Km以降で鈴木は大きくペースダウン、3位の小原怜が鈴木を猛迫する格好と成った。それでも鈴木は4秒の僅差で小原を辛うじて振り切って、2時間29分02秒のタイムを記録し、2位でゴール。これにより優勝の前田と共に、翌2020年東京オリンピック・女子マラソン日本代表にが内定選出された。
2021年8月7日に札幌で開催された東京五輪・女子マラソンでは2時間33分14秒のタイムを記録し、19位でゴール。
2023年、例年3月に開催されている「穂の国・豊橋ハーフマラソン」の名誉大会長に就任。同大会は2024年から「鈴木亜由子杯　穂の国・豊橋ハーフマラソン」として開催される。
2024年3月24日、「鈴木亜由子杯　穂の国・豊橋ハーフマラソン2024」開催。
2025年3月23日、「鈴木亜由子杯　穂の国・豊橋ハーフマラソン2025」開催。

## 主な戦績
2006年
- 皇后盃全国都道府県対抗女子駅伝競走大会：3区区間賞

2007年
- 皇后盃全国都道府県対抗女子駅伝競走大会：3区区間賞

2010年
- 皇后盃全国都道府県対抗女子駅伝競走大会：1区

2011年
- 皇后盃全国都道府県対抗女子駅伝競走大会：1区

2012年
- 皇后盃全国都道府県対抗女子駅伝競走大会：1区

2013年
- 皇后盃全国都道府県対抗女子駅伝競走大会：1区

2014年
- 皇后盃全国都道府県対抗女子駅伝競走大会：1区

2013年
- 第27回夏季ユニバーシアード
  - 10000m 1位 32分54秒17
  - 5000m 2位 15分51秒47

2014年
- 国際千葉駅伝 日本代表 2区1位
- 第62回全日本実業団対抗陸上競技選手権大会 5000m 2位 15分14秒96

2015年
- 第99回日本陸上競技選手権大会 5000m 3位 15分24秒14
- 第15回世界陸上競技選手権大会 5000m 9位 15分08秒29 日本歴代5位
- 第63回全日本実業団対抗陸上競技選手権大会 10000m 1位 31分48秒18
- 皇后盃全国都道府県対抗女子駅伝競走大会：9区

2016年
- ペイトン・ジョーダン招待陸上2016 10000m 1組3位 31分18秒16 日本歴代8位
- 皇后盃全国都道府県対抗女子駅伝競走大会 愛知県代表 優勝 9区（区間優秀賞）
- 第100回日本陸上競技選手権大会
  - 5000m 2位 15分24秒47
  - 10000m 1位 31分18秒73
- リオデジャネイロオリンピック 5000m 15分41秒82（予選記録）
- 第36回全日本実業団対抗女子駅伝競走大会 日本郵政グループ 優勝 2区

2017年
- 第101回日本陸上競技選手権大会
  - 5000m 2位 15分20秒50
  - 10000m 2位 31分41秒65

2018年
- 第102回日本陸上競技選手権大会
  - 10000m 2位 31分57秒82

2019年
- 皇后盃全国都道府県対抗女子駅伝競走大会 愛知県代表 優勝 9区（区間優秀賞）
- 香川丸亀国際ハーフマラソン 1時間07分55秒 2位 日本歴代3位（当時）
- 第103回日本陸上競技選手権大会
  - 10000m 2位 31分46秒25
- 第39回全日本実業団対抗女子駅伝競走大会 日本郵政グループ 優勝 3区（MIR）

## フルマラソン全成績
| 年月      | 大会                     | 順位 | 記録          | 備考                                                                         |
| --------- | ------------------------ | ---- | ------------- | ---------------------------------------------------------------------------- |
| 2018年8月 | 北海道マラソン           | 優勝 | 2時間28分32秒 | 初マラソン初優勝・自己記録・MGCシリーズ第5弾（2020年東京オリンピック選考会） |
| 2019年9月 | 2019年MGC                | 2位  | 2時間29分02秒 | 2020年東京オリンピック・女子マラソン日本代表選考競技会                       |
| 2021年8月 | 東京オリンピック（札幌） | 19位 | 2時間33分14秒 |                                                                              |
| 2022年9月 | ベルリンマラソン         | 8位  | 2時間22分02秒 | パリ五輪代表選考会2023年MGC出場権獲得                                        |
| 2023年3月 | 名古屋ウィメンズマラソン | 2位  | 2時間21分52秒 | 自己ベスト記録                                                               |